# Yunnan
Yunnan (bokstavlig innebörd: "söder om molnen") är en provins i den sydvästra delen av Kina. Den har en yta på 394 100 km² och totalt 43 330 000 invånare (2003). Provinshuvudstad är Kunming.

## Historia

### Förhistorisk tid
Ett fossil av en homo erectus som kommit att kallas Yuanmoumannen grävdes ut av järnvägsingenjörer under 1960-talet, och har bedömts som det äldsta humanoida fossilet i Kina. Under neolitikum bodde människor vid sjön Dian. Dessa människor använde verktyg av sten och byggde enkla trähus.

### 200 f.Kr. - 900 e.Kr.
Runt 200-talet f.Kr. gick området omkring dagens Kunming under namnet Diankungariket. General Zhuang Qiao gick in i regionen från övre Yangtze och utropade sig själv som "kung över Dian". Han och hans efterföljare förde in många kinesiska influenser i Yunnan, och är början för en lång historia av migration och kulturell expansion.

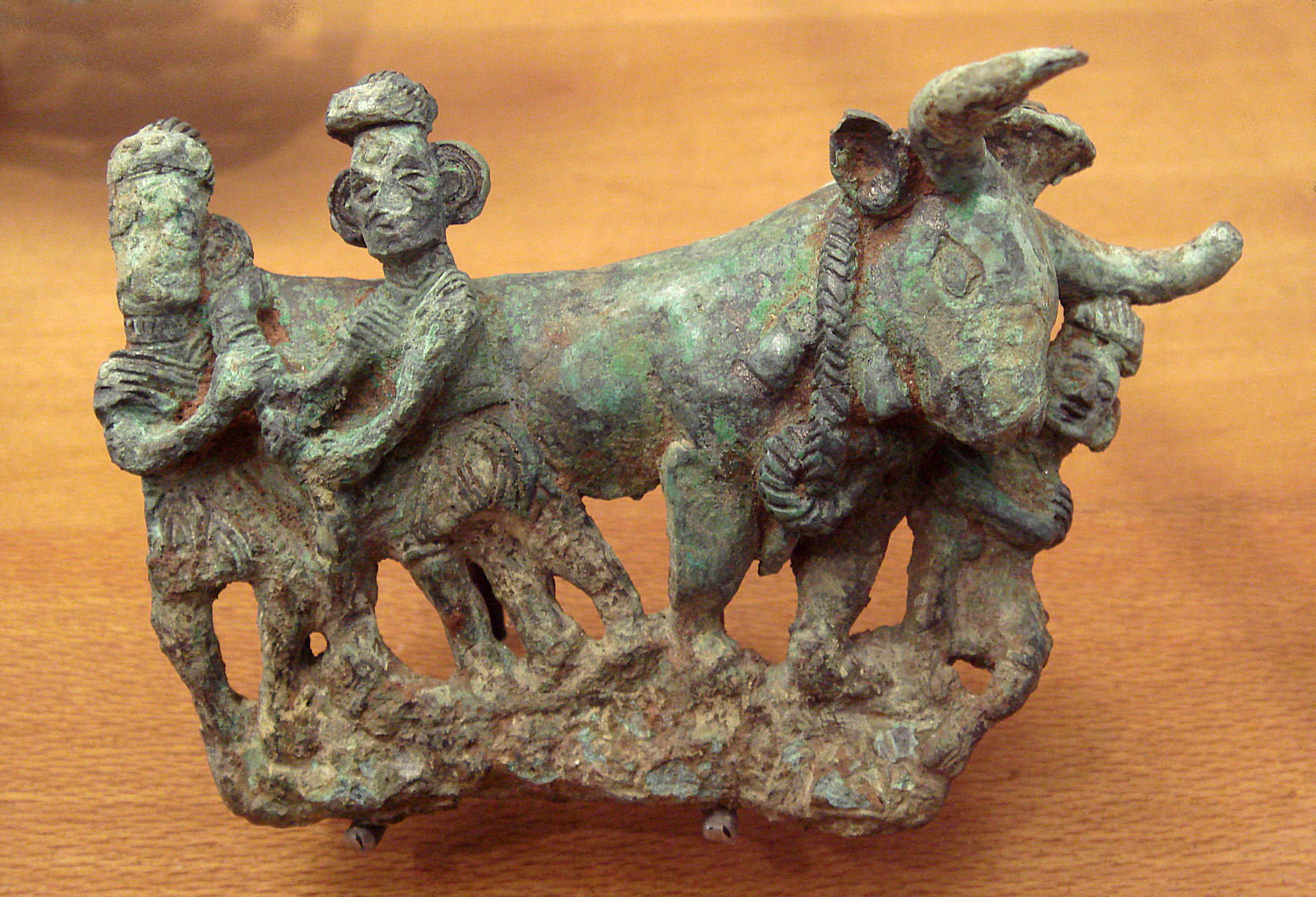
Bronsskulptur från Diankungariket.

År 221 f. Kr. enade Qin Shi Huangdi Kina och utökade sin auktoritet söderut, i detta grundade han militärkolonier och härad i Yunnan. En existerande väg i Sichuan, "Femfotsvägen", utökades söderut till det som idag är Qujing i östra Yunnan. År 109 f. Kr. skickade kejsare Wu general Guo Chang söderut till Yunnan, för att etablera Yizhoumilitärkolonin och 24 underordnade härad. Kommanderisätet låg vid dagens Jinning. Ett annat härad kallades "Yunnan", vilket förmodligen är första gången namnet används. För att expandera handeln med Burma och Indien skickade kejsare Wu även Tang Meng för att expandera Femfotsvägen, i detta byttes namnet till "Sydvästbarbarvägen". Vid den här tiden hade jordbruksteknologin i Yunnan förbättrats avsevärt. Lokalbefolkningen använde sig av verktyg och plogar av brons och höll flera olika sorters boskap, inklusive nötkreatur, hästar, får, getter, grisar och hundar. Antropologer har kommit fram till att dessa människor var besläktade med de som idag kallas Daifolket. De bodde i stammar som ibland leddes av kineser i exil.
I en bok skriven av Zhang Qian (död 113 f. Kr.) och Sima Qian (145-90 f. Kr.) görs referenser till "Shendu", vilket kan referera till Indusdalen (Sindhprovinsen i dagens Pakistan), som ursprunglien kallades "Sindhu" i sanskrit. Då Yunnan annekterades av Handynastin rapporterade kinesiska myndigheter om att en indisk shendubosättning fanns där.
Under De tre kungadömenas period kallades Yunnan, västra Guizhou och södra Sichuan gemensamt Nanzhong. Då den kinesiska centralmakten upplöstes fick området en större lokal autonomi, och mer makt åt de lokala stamstrukturerna. År 225 e.Kr. ledde den berömde statsmannen Zhuge Liang tre kolonner till området för att ena stammarna. Hans sju tillfångataganden av Meng Huo, en lokal magnat, firas i den kinesiska folkloren.
Under 300-talet erövrades mycket av norra Kina av nomadiska stammar från norr. Under 320-talet immigrerade Cuan-klanen till Yunnan. Cuan Chen utropade sig själv till kung och regerade från sjön Dian. Cuanklanen regerade under de kommande 400 åren, och år 738 grundades kungariket Nanzhao av Piluoge, som hade erkänts av Tangdynastin som kung av Yunnan. De tretton kungarna av Nanzhao regerade i över två århundraden och spelade en roll i den dynamiska relationen mellan Kina och Tibet. År 937 störtade Duan Siping Nanzhao och etablerade kungariket Dali. Kungariket erövrades av Mongolväldet och Khubilai khans arméer på 1200-talet, vilket avslutade Yunnans självständiga politiska existens.

## Den sena kejsartiden
Under den mongoliska Yuandynastin styrdes Yunnan-provinsen ofta av muslimska guvernörer, som Sayyid 'Ajall Shams al-Din från Bukhara. Efter Yuandynastins fall 1368 övertogs provinsen av den nya Mingdynastin, som intog en distanserad attityd mot provinsens inhemska befolkning och uppmuntrade hankinesisk invandring från intilliggande provinser.
Efter Mingdynastins störtande 1644 hörde Yunnan till de regioner som sist erövrades av den nya Qingdynastin och inte förrän på 1680-talet införlivades Yunnan i Qingriket. Den nya dynastin uppmuntrade också hankinesisk invandring och i mitten på 1800-talet utgjorde hankineserna cirka 20 procent av befolkningen. På 1850-talet brött Panthayupproret ut, vilket ödelade stora delar av provinsen och förändrade dess befolkningssammansättning.

## Geografi

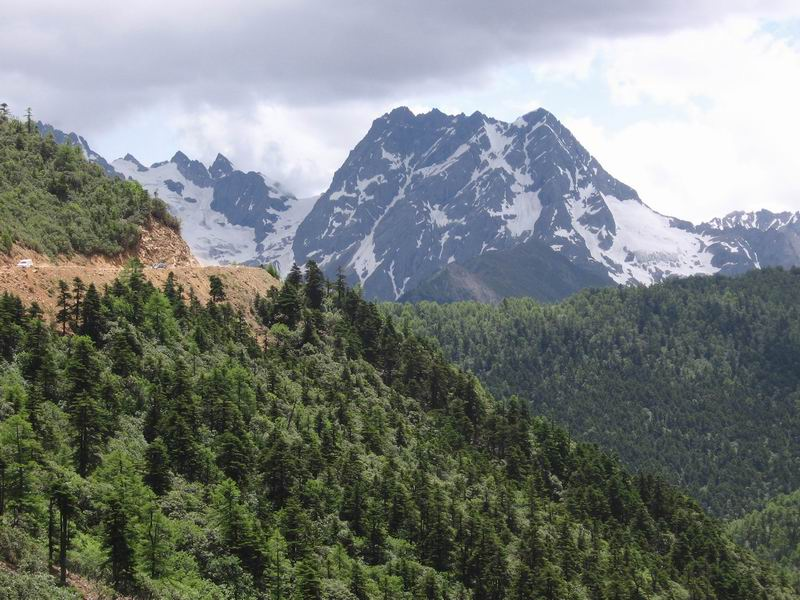
Snötäckta berg i Diqing, nordvästra Yunnan.

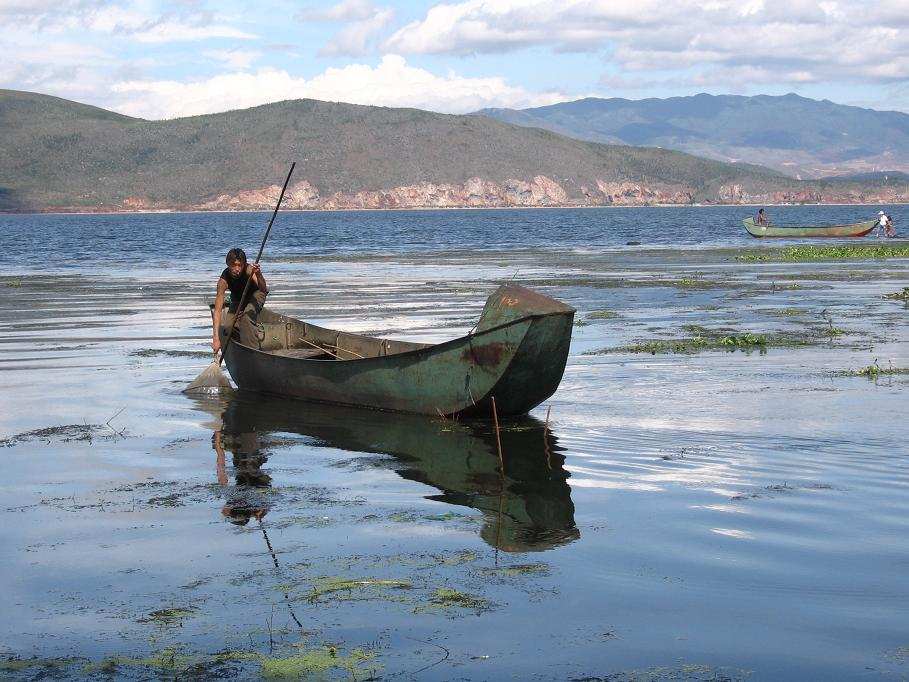
Sjön Erhai vid Dali, Yunnan.

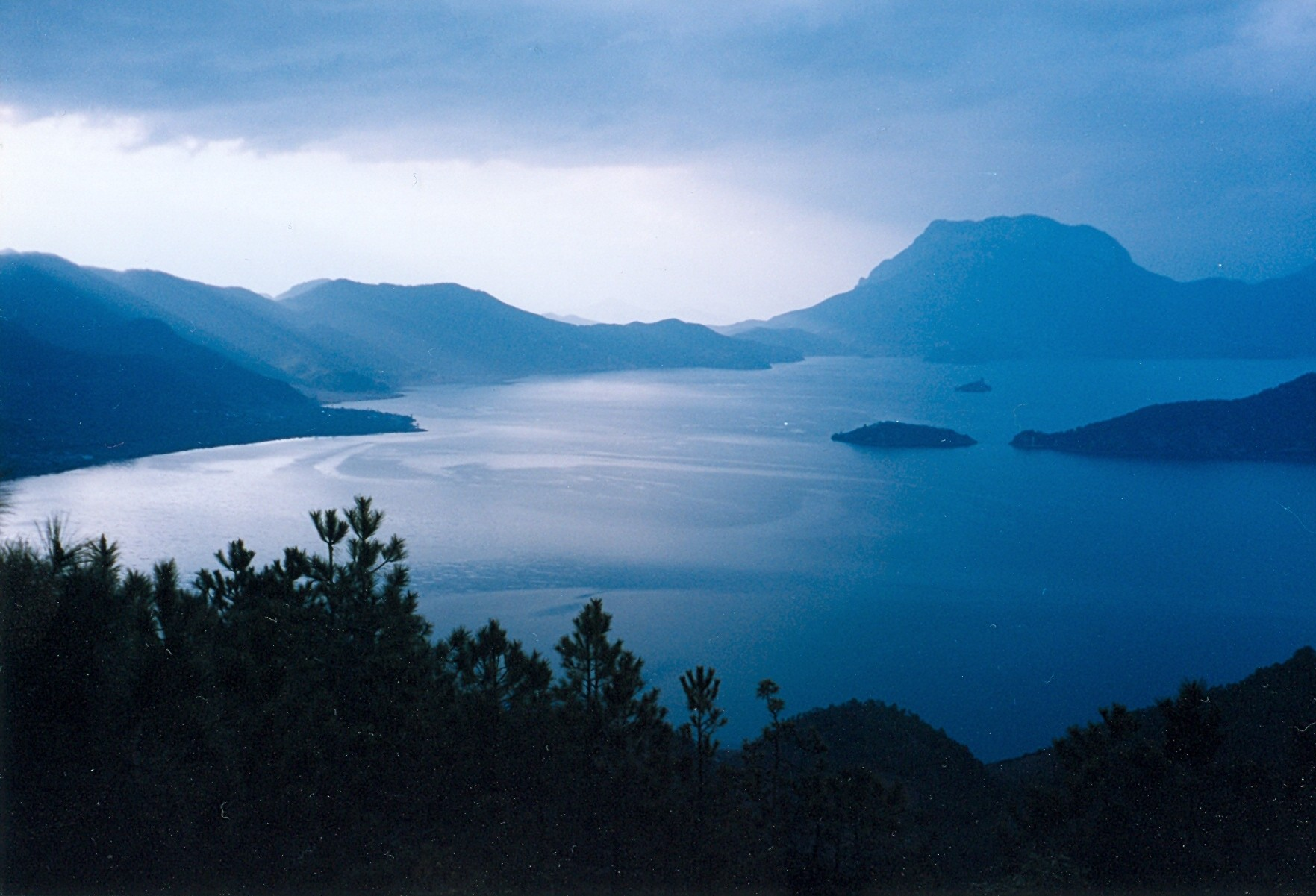
Sjön Lugu, norra Yunnan.

Yunnan är den sydvästligaste provinsen i Kina, kräftans vändkrets går genom dess södra del. Provinsen har en yta på 394 000 kvadratkilometer, 4,1 % av hela Kinas yta. Den norra delen av provinsen utgör Yunnan-Guizhouplatån. Provinsen gränsar till Guangxi och Guizhou i öst, Sichuan i norr, och Tibet i nordväst. Den gränsar mot Myanmar i väst, Laos i syd och Vietnam i sydöst, och har en total utlandsgräns på 4 060 kilometer.
Den högsta punkten i norr är Kawagebotoppen i häradet Deqin på Diqingplatån. Toppen är 6 740 meter hög. Den lägsta punkten är Röda flodens dalgång i häradet Hekou, med en höjd på 76,4 meter över havet.

### Floder
Provinsen dräneras av sex huvudsakliga flodsystem:
- Yangtze dränerar provinsens norra del.
- Pärlfloden, med sin källa nära Qujing, samlar vatten från öst.
- Mekong, som flyter från Tibet ut i Sydkinesiska havet, och bildar gräns mellan Laos och Burma, Laos och Thailand, och flyter genom Kambodja och Vietnam.
- Röda floden har sin källa i bergen söder om Dali och flyter ut i Sydkinesiska havet vid Hanoi i Vietnam.
- Salween, som rinner ut i Andamansjön genom Burma.
- Irrawaddy har ett fåtal små bifloder i Yunnans västra del, såsom Dulongjiang.

## Biologisk mångfald
Yunnan är Kinas mest skiftande provins, såväl biologiskt som kulturellt. Provinsen innehåller både berg med snötoppar och äkta tropiska områden, och kan därmed försörja ett ovanligt brett spektrum av arter och marktyper. Under sommaren fungerar Tibet som en barriär mot monsunvindar, vilket bibehåller provinsens fuktighet. Detta ger den alpina floran en speciell frodighet.
Provinsens topografi kombinerad med en tropisk fuktighet innebär att provinsen kan upprätthålla en väldigt rik biologisk mångfald och höga grader av endemism. Faunan är näst intill lika diverifierad. Yunnan utgör ungefär 4 % av hela Kina, men innehåller ungefär hälften av Kinas fågel- och däggdjursarter.
För tusentals år sedan fanns den asiatiska elefanten i hela Kina, idag finns bara ett hundratal kvar, allihopa i Xishuangbanna i Yunnan.

## Naturresurser

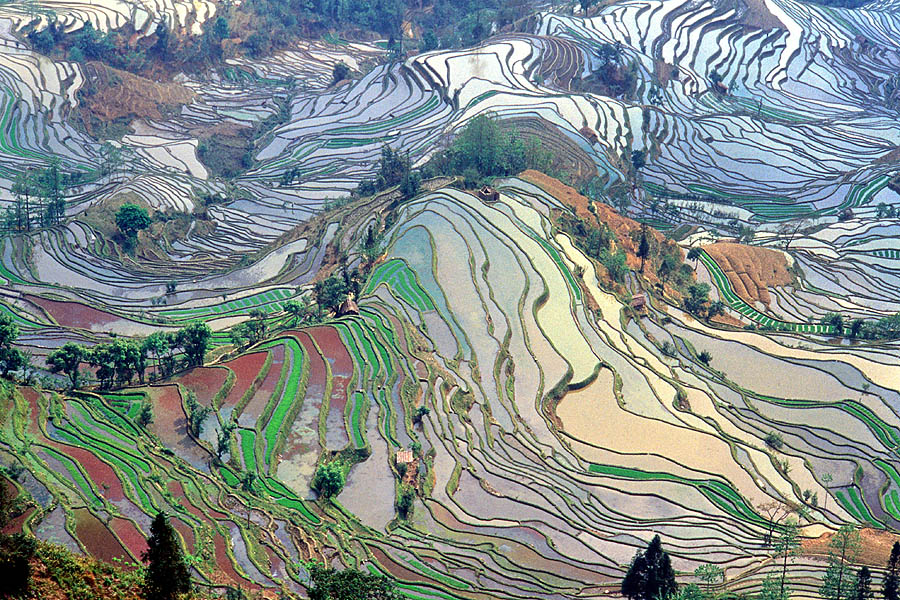
Risodlingar i Yunnan.

Yunnan har vad som skulle kunna ses som ett överflöd av naturresurser. Det är känt som riket av växter, djur och hem för järnfria metaller och medicinska örter.
Provinsen har inte bara mer växtarter av tropisk, subtropisk, tempererad och frusen zon än någon annan provins i landet, men också många forntida, derivativa växter, och växtsorter introducerade från främmande länder. Av de 30 000 sorters växter som finns i Kina, kan 18 000 bli funna i Yunnan. 
Mer än 150 sorters mineraler har blivit upptäckta i provinsen. Det potentiella värdet av de hittade tillgångarna i Yunnan är 3 biljoner yuan, 40 procent av dessa pengar skulle komma från bränslemineraler, 7,3 procent från metalliska mineraler och 52,7 procent från ickemetalliska mineraler. 
Yunnan har visats ha tillgång till 86 sorters mineraler över 2 700 platser. 13 procent av dessa tillgångar av mineraler är av den största sorten som går att finna i Kina och två tredjedelar av tillgångarna är de största som går att finna nära den blå floden och i den södra delen av Kina. Yunnan är den provins i Kina som kommer på förstaplats när det gäller tillgångar av zink, bly, tenn, kadmium, indium, thallium och krokidolit.
Yunnan har tillräckligt med regn och många floder och sjöar. Det årliga vattenflödet som kommer från provinsen uppgår till 200 miljarder kubikmeter, tre gånger så mycket som den gula floden. Floderna som flödar in i provinsen från utsidan ger  dessutom 160 miljarder kubikmeter vatten vilket betyder att det finns mer än 10 000 kubikmeter vatten för varenda person i provinsen. Det är fyra gånger så mycket medelvärdet i hela landet. De rika vattenresurserna erbjuder rikligt med vattenkraft.
Yunnan är annars mycket attraktivt med rika turistresurser, ett vackert landskap, färgsprakande etniska seder och ett behagligt klimat.

## Demografi
Yunnan har totalt 43,33 miljoner invånare enligt 2002 års folkräkning, och en förväntad medellivslängd på 65,1 år för män och 67,7 år för kvinnor.

### Etniciteter

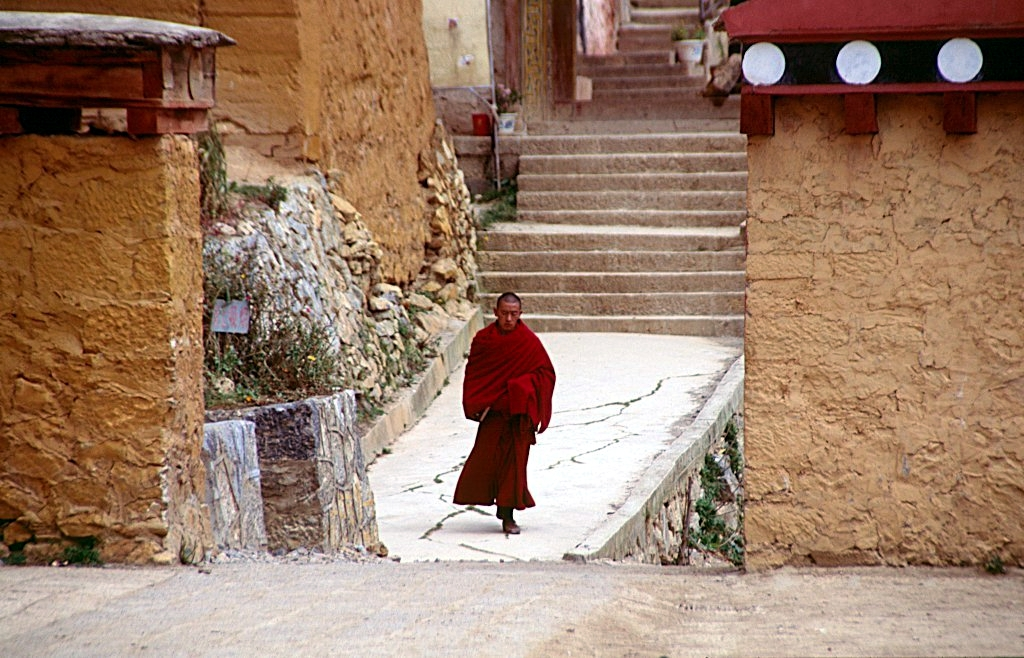
Sumtselin Gompa-klostret i Zhongdian.

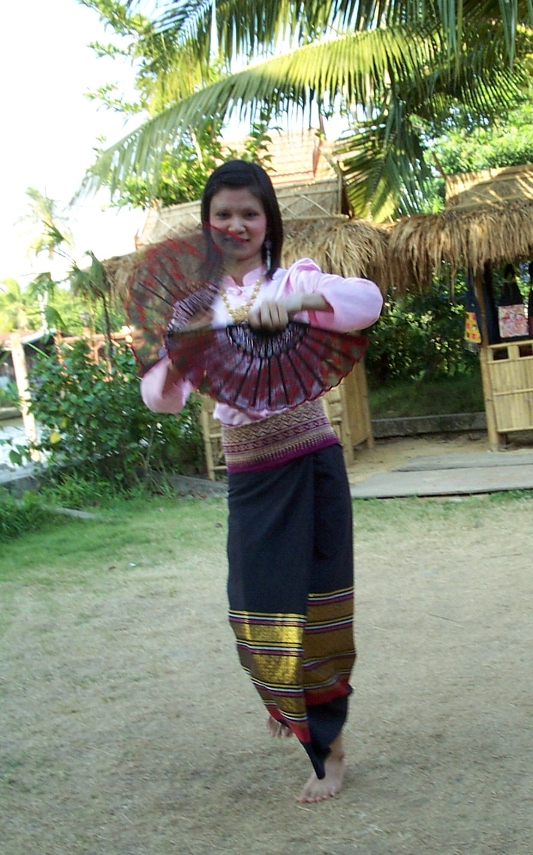
En Daikvinna i Yunnan.

Yunnan är känd för sin etniska mångfald. Provinsen har det högsta antalet etniska grupper bland alla provinser och autonoma regioner i Kina. Av landets 56 erkända etniska grupper, finns 25 i Yunnan. Ungefär 38 % av befolkningen tillhör olika minoritetsgrupper. Flera andra grupper bor också i provinsen, men bor antingen inte i sammanhållna bosättningar eller når inte upp till gränsen på 5 000 invånare som krävs för att officiellt räknas till att finnas i en viss provins.

### Språk
De flesta av dialekterna av det kinesiska språket som talas i Yunnan tillhör den sydvästliga subdivisionen av mandarin, och är därför väldigt lik dialekterna i angränsande Sichuan och Guizhou. Utöver de lokala dialekterna talar också de flesta standardkinesiska, som används i media, av regeringen och som utbildningsspråk.
Yunnans etniska mångfald reflekteras i språkbruket, och i provinsen talas många lokala språk som zhuangfolket som talar ett språk som är besläktat med thailändska.

## Ekonomi

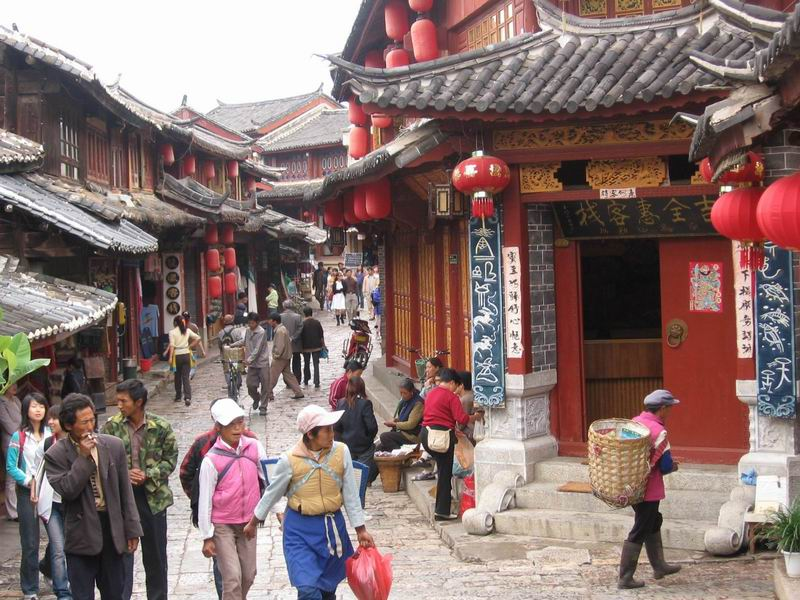
Lokala handelsidkare i Lijiang.

Yunnan är en av Kinas relativt underutvecklade provinser, med fler fattiga härad än någon annan provins. År 1994 levde omkring 7 miljoner människor under fattigdomsgränsen med en lägre årsinkomst än 300 yuan per person. År 2002 satsade den kinesiska staden 3,15 miljarder yuan i Yunnans landsortsbefolkning, och de allra fattigaste på landsbygden har minskat från 4,05 miljoner år 2000 till 2,86 miljoner. Fattigdomslättnadsplanen inkluderar fem stora projekt som siktar på att förbättra infrastrukturen. Där ingår jordmånsförbättring, vattenkonservering, elförsörjning, vägar och ekologiskt byggande. Då dessa projekt är slutförda ska provinsens problem med mat-, vatten- och elbrist elimineras, vägarna ha byggts ut, och de ekologiska förhållandena förbättras.
Yunnans fyra främsta industrier är tobak, biologi, gruvarbete och turism. Yunnan har handelskontakter med mer än 70 länder och regioner i världen. Provinsen exporterar främst tobak, maskineri och elutrustning, kemiska och jordbruksprodukter och metaller. År 2002 uppnådde dess samlade export och import 2,23 miljarder USD.
4 % av befolkningen var år 2002 arbetslösa. Provinsens nominella BNP år 2006 var 400,2 miljarder yuan (51,7 miljarder USD), med en årlig tillväxt på 11,9 %. BNP per capita ligger på 8 961 yuan (1 160 USD). 21,1 % av BNP:n är fördelad i primärsektorn, 42,8 % i industrisektorn och 36,1 % i tjänstesektorn.

## Politik
Den politiska makten i Yunnan utövas officiellt av provinsen Yunnans folkregering, som leds av den regionala folkkongressen och guvernören i provinsen. Dessutom finns det en regional politiskt rådgivande konferens, som motsvarar Kinesiska folkets politiskt rådgivande konferens och främst har ceremoniella funktioner. Provinsens guvernör sedan november 2020 är Wang Yubo.
I praktiken utövar dock den regionala avdelningen av Kinas kommunistiska parti den avgörande makten i Hubei och partisekreteraren i regionen har högre rang i partihierarkin än guvernören. Sedan oktober 2021 heter partisekreteraren Wang Ning.

## Administrativ indelning
Yunnan består av åtta städer på prefekturnivå och åtta autonoma prefekturer:
| Karta                       | Nr                                                           | Namn                | Centralort                                           | Kinesiska Pinyin | Befolkning (2010) |
| --------------------------- | ------------------------------------------------------------ | ------------------- | ---------------------------------------------------- | ---------------- | ----------------- |
|                             |                                                              |                     |                                                      |                  |                   |
| — Städer på prefekturnivå — |                                                              |                     |                                                      |                  |                   |
| 1                           | Kunming                                                      | Panlong-distriktet  | 昆明市 Kūnmíng shì                                   | 6 432 000        |                   |
| 2                           | Qujing                                                       | Qilin-distriktet    | 曲靖市 Qǔjìng shì                                    | 5 855 000        |                   |
| 3                           | Yuxi                                                         | Hongta-distriktet   | 玉溪市 Yùxī shì                                      | 2 304 000        |                   |
| 4                           | Baoshan                                                      | Longyang-distriktet | 保山市 Bǎoshān shì                                   | 2 506 000        |                   |
| 5                           | Zhaotong                                                     | Zhaoyang-distriktet | 昭通市 Zhāotōng shì                                  | 5 213 000        |                   |
| 6                           | Lijiang                                                      | Gucheng-distriktet  | 丽江市 Lìjiāng shì                                   | 1 245 000        |                   |
| 7                           | Pu'er                                                        | Simao-distriktet    | 普洱市 Pǔ'ěr shì                                     | 2 543 000        |                   |
| 8                           | Lincang                                                      | Linxiang-distriktet | 临沧市 Líncāng shì                                   | 2 430 000        |                   |
| — Autonoma prefekturer —    |                                                              |                     |                                                      |                  |                   |
| 9                           | Den autonoma prefekturen Dehong för dai- och jingpo-folken   | Mang                | 德宏傣族景颇族自治州 Déhóng dǎizú jǐngpōzú zìzhìzhōu | 1 211 000        |                   |
| 10                          | Den autonoma prefekturen Nujiang för lisu-folket             | Lushui härad        | 怒江傈僳族自治州 Nùjiāng lìsùzú zìzhìzhōu            | 534 000          |                   |
| 11                          | Den autonoma prefekturen Dêqên för tibetaner.                | Shangri-La          | 迪庆藏族自治州 Díqìng zàngzú zìzhìzhōu               | 400 000          |                   |
| 12                          | Den autonoma prefekturen Dali för baifolket                  | Dali                | 大理白族自治州 Dàlǐ báizú zìzhìzhōu                  | 3 456 000        |                   |
| 13                          | Den autonoma prefekturen Chuxiong för yifolket               | Chuxiong            | 楚雄彝族自治州 Chǔxióng Yízú Zìzhìzhōu               | 2 684 000        |                   |
| 14                          | Den autonoma prefekturen Honghe för hani- och yi-folken      | Mengzi              | 红河哈尼族彝族自治州 Hónghé Hānízú yízú zìzhìzhōu    | 4 501 000        |                   |
| 15                          | Den autonoma prefekturen Wenshan för zhuang- och miao-folken | Wenshan             | 文山壮族苗族自治州 Wénshān Zhuàngzú Miáozú Zìzhìzhōu | 3 518 000        |                   |
| 16                          | Den autonoma prefekturen Xishuangbanna för daifolket         | Jinghong            | 西双版纳傣族自治州 Xīshuāngbǎnnà dǎizú zìzhìzhōu     | 1 134 000        |                   |

## Utbildning
I slutet av 1998 var 419 800 invånare universitetsutbildade, 2,11 miljoner motsvarande gymnasieutbildade, 8,3 miljoner motsvarande högstadieutbildade, 18,25 miljoner grundutbildade och 8,25 miljoner av befolkningen över 15 år var inte läskunniga.

### Universitet och högskolor
- Kunmings tekniska universitet
- Yunnans universitet
- Yunnans finansiella och ekonomiska universitet
- Yunnans lantbrukaruniversitet

## Infrastruktur

### Järnvägar
Yunnan knöts till att börja med an till hamnen Haiphong i norra Vietnam med hjälp av en fransk smalspårig järnväg som färdigställdes år 1910. Det tog ytterligare femtio år för provinsen att förbindas med Kina i och med färdigställandet av järnvägen mellan Chengdu och Kunming. Senare byggdes en linje mellan Kunming och Guiyang. Ytterligare två linjer har byggts på senare tid: en sydlig linje till Nanning och en nordöstlig till Sichuan.
En förlängning förbinder nu också Kunming med Dali, och en sträcka till Lijiang är snart färdig. Det finns även planer att förlänga den gamla linjen till Vietnam, och en ambitiös plan att förbinda Dali med Ruili lades fram år 2006. Det finns också planer på att förlänga linjen från Kunming hela vägen till Singapore, med förbindelser till andra sydostasiatiska länder.

### Landsvägar
Under de senaste åren har det byggts fler vägar i Yunnan än i någon annan kinesisk provins. Dagens motorvägar förbinder Kunming genom Dali till Baoshan, Kunming till Mojiang, Kunming till Qujing samt Kunming till Shilin. Den officiella planen är att ha förbundit samtliga större städer och grannprovinsernas huvudstäder med motorväg år 2010, och uppnå ett komplett höghastighetsvägnätverk år 2020.
Alla häradsstäder är nu tillgängliga genom asfalterade allvädersvägar från Kunming, alla mindre städer och ungefär hälften av alla byar har vägförbindelse (den sista mindre staden blev Yangla, längst i norr, men Dulongjiang har ingen vägförbindelse under ena årshalvan).
Det finns ett kommunikationsnätverk från Kunming till samtliga kringliggande provinser, och vidare till Burma, Laos, Vietnam och Thailand.

### Vattenvägar
Generellt är floder hindrande objekt för Yunnans infrastruktur, bara ett fåtal av Yunnans många floder är navigerbara.
1995 investerade provinsen 171 miljoner yuan för att addera 807 kilometer vattenvägar. Två hamnar med kapacitet på 300 000 till 400 000 ton var, och fyra hamnar med kapacitet på 100 000 ton var, byggdes. Den årliga volymen gods var två miljoner ton och den årliga volymen passagerare var två miljoner personer.

### Flygplatser
Provinsen har tjugo inrikesturer från Kunming till Peking, Shanghai, Guangzhou, Chengdu, Haikou, Chongqing, Shenyang, Harbin, Wuhan, Xi'an, Lanzhou, Hangzhou, Xiamen, Nanning, Shenzhen, Guiyang, Changsha, Guilin, Lhasa och Hongkong; åtta provinsiella turer från Kunming till Jinghong, Mangshi, Lijiang, Dali, Zhongdian, Zhaotong, Baoshan och Simao; och nio utrikesturer från Kunming till Bangkok, Chiang Mai, Yangon, Singapore, Seoul, Hanoi, Ho Chi Minh City, Kuala Lumpur och Vientiane. 
Wujiaba Airport i Kunming är en nationell förstaklassflygplats och övriga flygplatser i provinsen är andraklassterminaler. En ny flygplats öster om staden började byggas år 2006, och planeras vara färdig 2015.

## Turism
Turistcentrum i Yunnan inkluderar:
- Dali, Nanzhaos och Dalis historiska centrum.
- Chuxiong, första stoppet på väg mot Dali och Lijiang. Den etniska minoriteten yifolkets stad.
- Jinghong, centrum för daifolket
- Lijiang, en nakhistad. Den har varit ett världsarv sedan 1997.
- Shangri-La, ett etniskt tibetansk härad högt i Yunnans nordvästra berg.
- Stenskogen, ett karstlandskap öster om Kunming.
- Yuanyang, hanifolkets stad med utsträckta risplantager.

## Sport
Basketlaget Yunnan Bulls har sin hemvist i Yunnan.